# Puy Pariou
Le puy Pariou, aussi appelé puy de Pariou et plus souvent, simplement le Pariou, est un volcan de la chaîne des Puys, dans le Massif central. Formé par la superposition de deux cônes stromboliens et d'un anneau de tuf, cet ensemble a produit trois coulées de laves au cours de son histoire éruptive.
Il est historiquement l'emblème des eaux Volvic bien que ce puy ne soit pas dans l'aire de cette source.

## Géographie

### Situation géographique

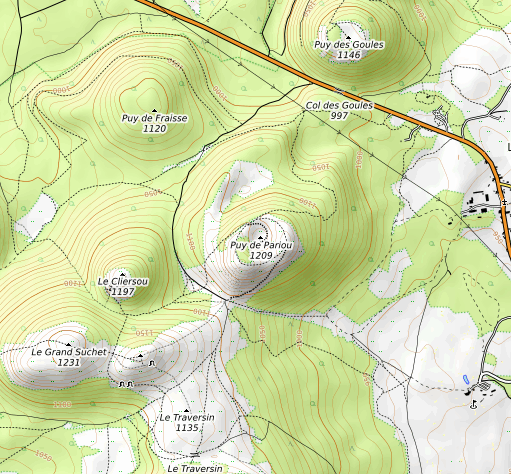
Carte topographique du puy Pariou.

Le puy Pariou se situe à environ 10 km à l'ouest de Clermont-Ferrand et à un peu plus de 2 km d'Orcines, juste au sud de la route passant par le col des Goules. Le puy des Goules est situé à moins de 400 m au nord, le puy de Clierzou, le Grand Suchet et le Petit Suchet à quelques centaines de mètres à l'ouest et au sud-ouest, et le puy de Dôme à 2 km au sud.

### Topographie
Culminant à 1 209 m d'altitude, il s'élève 250 m au-dessus du socle cristallin qui constitue la plaine environnante. Il a une forme typique de volcan de type strombolien et son cratère est formé de deux cratères emboîtés. Le cratère central, le plus élevé et le plus récent, forme un cercle presque parfait. Il atteint 90 m de profondeur et 200 m de diamètre. Les deux cratères ne sont pas dans le même axe, contrairement à ceux du puy de Côme. On compare souvent le puy Pariou au Vésuve, avec son cône récent surmontant une somma.
L'ancien cratère (« ancien Pariou ») et l'anneau de tuf qui le prolonge sont encore bien visibles à l'ouest et au nord. Au sud, il est dissimulé sous le nouveau cratère (« nouveau Pariou ») et à l'est sous d'anciennes coulées de lave.
La cheire du puy Pariou est inculte, elle est parsemée de feuillus, de genévriers, et d'une herbe très fine et rase.

### Géologie
L'ancien Pariou est de nature trachytique et trachy-basaltique. Ces derniers sont noirs et contiennent des phénocristaux de petite taille d'augite, d'anorthite (de type bytownite et labradorite), et d'olivine.
Ce premier cône est prolongé au nord par l'anneau de tuf trachy-andésitique qui a provoqué son oblitération. Ces projections sont sombres et présentent au microscope de petits cristaux d'andésine et d'hornblende disséminés dans un verre volcanique de couleur brun clair.
Le nouveau Pariou est de nature trachy-andésitique. De couleur gris bleuté, cette roche contient quelques anorthites de type labradorite et hornblendes incluses dans du verre volcanique contenant des microlithes de feldspaths, de pyroxènes et d'olivine. La lave était très riche en gaz comme en témoignent de nombreuses bulles allongées dans le sens du courant.

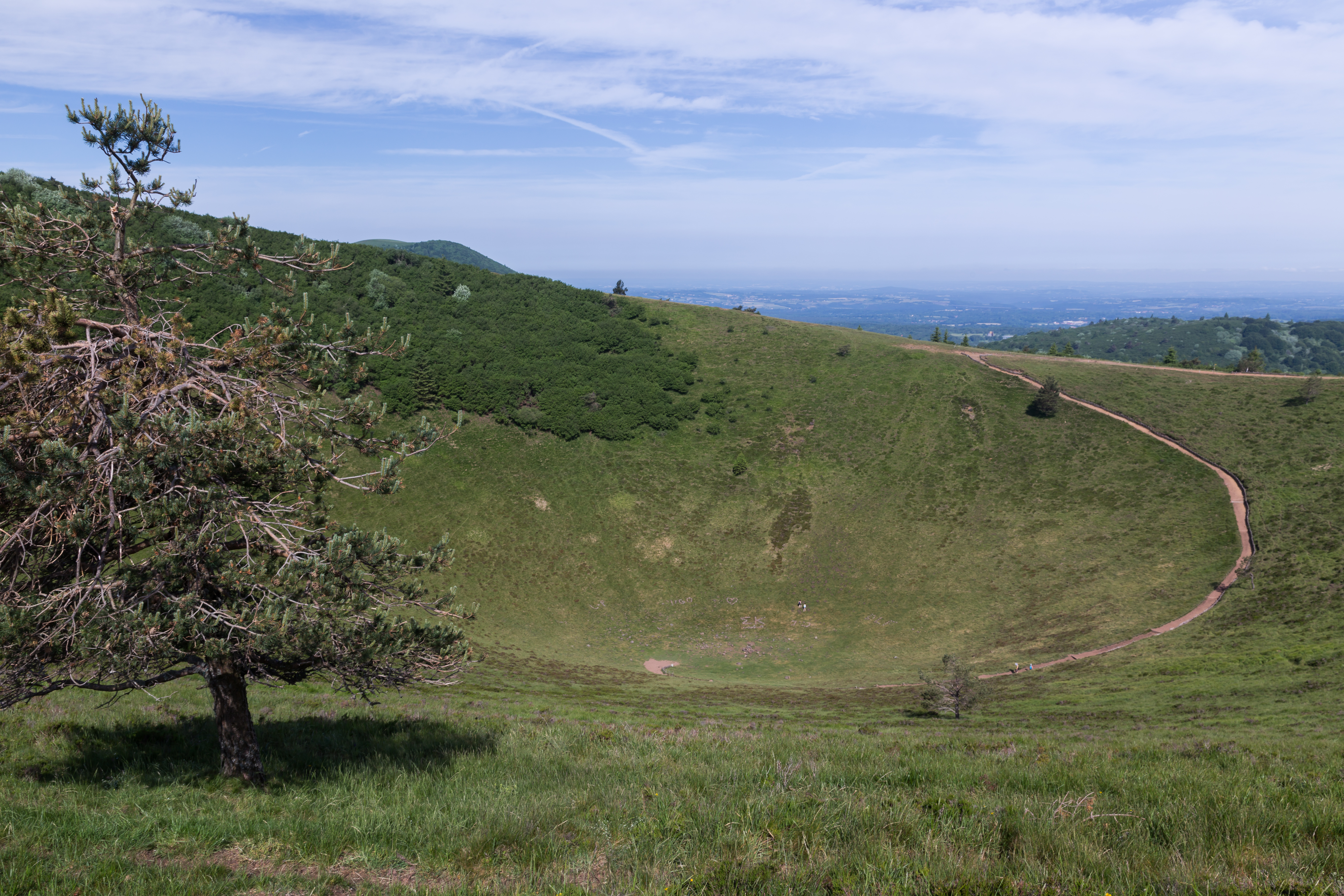
Vue est du cratère du puy Pariou.
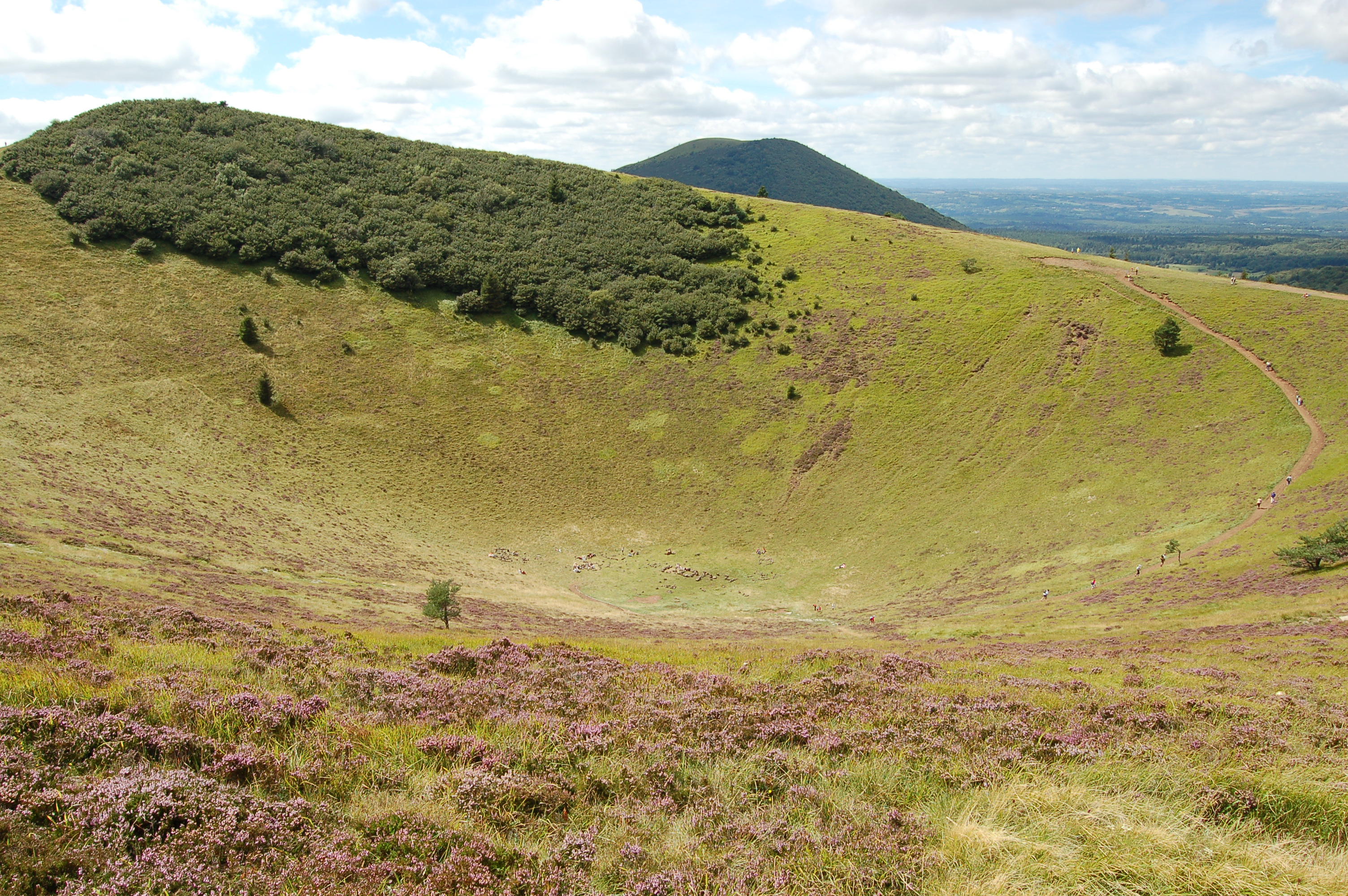
Vue du cratère du Pariou avec le puy de Côme à l'arrière-plan.

## Histoire

### Histoire géologique
L'histoire du Pariou débute par l'édification de l'ancien Pariou, un cône strombolien où se produisent de fortes explosions, éjectant des produits de nature trachytiques mêlés à des fragments de socle cristallin pulvérisé. Puis le magmatisme devenant trachy-basaltique, apparaît une coulée de lave au sud-est du volcan. Cette coulée s'étend sur près de 2 km et atteint l'actuel emplacement d'Orcines.
Par la suite, débute un épisode plus explosif, durant lequel l'ancien Pariou est presque entièrement oblitéré par un anneau de tuf trachy-andésitique. Il ne reste alors de l'ancien cône strombolien qu'un petit pan visible, au sud, tout le reste étant recouvert par l'anneau de tuf. Les cendres de cet épisode éruptif s'étendent au moins jusqu'à l'actuelle ville de Clermont-Ferrand. Cet épisode éruptif serait lié à un maar.
Apparaît ensuite un deuxième cône strombolien, celui du nouveau Pariou, légèrement excentré vers le sud. Il recouvre les parties sud et sud-est du pan de l'ancien Pariou qui étaient encore visibles, puis émet vers l'est une grande coulée de trachy-andésite qui recouvre la première coulée de trachy-basalte. Arrivée à Orcines, cette deuxième coulée se divise en deux branches, une qui atteint l'emplacement de l'actuel Nohanent et l'autre qui atteint la zone de l'actuelle Chamalières, située à 8 km environ en aval.
L'âge de cette coulée, estimé grâce à des fragments de bois datés au carbone 14, serait de 8 580 ± 350 ans, soit environ entre 6915 et 6215 avant Jésus-Christ.
Puis un lac de lave s'installe temporairement entre le pied du nouveau Pariou et les bordures de l'anneau de tuf. Il finit par créer une ouverture de 200 m de largeur dans la bordure nord-est de l'anneau de tuf puis se vide en créant une petite coulée de lave trachy-andésitique. Bloquée au nord par le pied du puy des Goules, cette coulée se détourne vers l'est pour s'arrêter au niveau de l'actuel lieu-dit la Fontaine du Berger.

### Histoire humaine
Le Pariou est un site privé appartenant à 95 propriétaires (pour 146 hectares) ; les propriétaires – dont les parcelles ne sont pas délimitées – sont regroupés dans le GIE du Pariou. Il assure la conservation du site, en partenariat avec le conseil départemental et le parc naturel régional des Volcans d'Auvergne.
Le Pariou a été l'objet d'un procès qui a eu un retentissement important au début des années 2000[réf. souhaitée] : les propriétaires du site prétendaient avoir un droit de propriété sur l'image du volcan, droit qui leur aurait permis d'exiger une redevance pour l'utilisation, notamment publicitaire, de cette image. Ils ont été déboutés le 23 janvier 2002 par le tribunal de grande instance de Clermont-Ferrand, jugement qui s'inscrivait dans la jurisprudence de la Cour de cassation (2 mai 2001) dans une affaire comparable concernant une île bretonne,.

## Tourisme

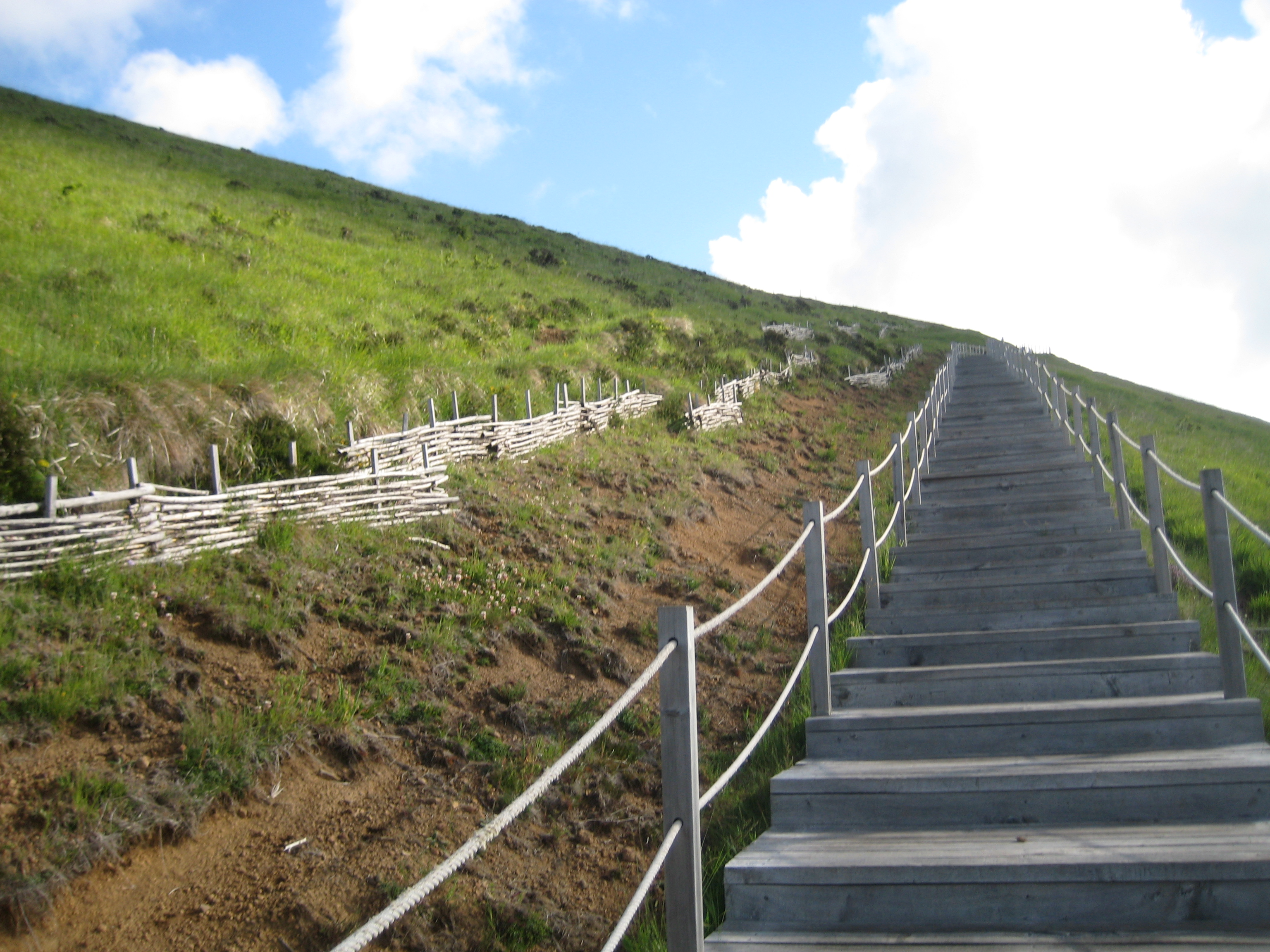
L'escalier du flanc est.

Un grand parking est établi au nord de la D 941, entre la Fontaine du Berger et le col des Goules. En traversant la route, on accède à un chemin qui ouvre vers deux itinéraires pour monter au sommet du Pariou. À droite, le chemin monte en sous-bois par le flanc nord-est du volcan ; au débouché de la forêt, on se trouve presque tout de suite sur le bord du cratère. À gauche, l'itinéraire se divise en trois parties : un passage presque à plat à travers la forêt, une large montée vers le col qui sépare le Pariou du puy de Dôme, une ascension par un escalier de 555 marches en chêne sur le flanc est du cône jusqu'au bord du cratère.
Un chemin permettait de descendre au fond du cratère. Face à la dégradation du site, celui-ci a été interdit d'accès en 2021 puis des travaux ont permis de le supprimer en l'effaçant du paysage, au printemps 2022.
Le Pariou est le deuxième site le plus fréquenté de la chaîne des Puys, après le puy de Dôme. Il voyait passer plus de 80 000 randonneurs annuels en 2015 et 130 000 en 2022. Cette fréquentation très importante a des conséquences néfastes sur les sols fragiles du volcan et a fortement augmenté après le classement de la chaîne des Puys au patrimoine mondial de l'UNESCO en 2018.
Des aménagements ont été réalisés pour canaliser le passage sur des cheminements consolidés, comme l'escalier du flanc est. Ces aménagements ont été repris et consolidés au printemps 2022 avec en particulier la mise en place d’empierrements sur les zones de grand passage où le sol se dégradait rapidement (marches ou petites esplanades réalisées avec de la roche locale prélevée sur le site).